# Kubitza-Gletscher
Der Kubitza-Gletscher ist ein Gletscher an der Wilkins-Küste des Palmerlands auf der Antarktischen Halbinsel. Er fließt von Norden zum Clifford-Gletscher, den er unmittelbar östlich des Mount Samsel erreicht.
Der United States Geological Survey kartierte ihn 1974 anhand von Luftaufnahmen der United States Navy im Jahr 1966 und Vermessungsarbeiten des British Antarctic Survey zwischen 1972 und 1973. Das Advisory Committee on Antarctic Names benannte ihn 1976 nach Johnny T. Kubitza (1942–2009) von der US Navy, Leiter der Bauabteilung der Palmer-Station zwischen 1969 und 1970.